# Helopsaltes
Helopsaltes — рід горобцеподібних птахів родини кобилочкових (Locustellidae). Представники цього роду мешкають в Сибіру та в Північно-Східній Азії.

## Таксономія
Комплексне молекулярно-філогенетичне дослідження родини кобилочкових, опубліковане в 2018 році показало, що рід Кобилочка (Locustella) не є монофілітичним. Рід було розділено, і шість видів були переведені до новостворенного роду Helopsaltes.

## Види
Виділяють шість видів:
- Кобилочка сахалінська (Helopsaltes amnicola)[4]
- Кобилочка тайгова (Helopsaltes fasciolatus)
- Матата японська (Helopsaltes pryeri)
- Кобилочка співоча (Helopsaltes certhiola)
- Кобилочка японська (Helopsaltes pleskei)
- Кобилочка охотська (Helopsaltes ochotensis)

## Етимологія
Наукова назва роду Helopsaltes походить від сполучення слів дав.-гр. ἑλος — болото і ψαλτης — арфіст.